# فانجيل ميل
فانجيل ميل (بالألبانية: Vangjel Mile‏) هو لاعب كرة قدم ألباني في مركز الهجوم، ولد في 1 يوليو 1986 في بيرات في ألبانيا. شارك مع منتخب ألبانيا تحت 17 سنة لكرة القدم ومنتخب ألبانيا تحت 19 سنة لكرة القدم ومنتخب ألبانيا تحت 21 سنة لكرة القدم. أما مع النوادي، فقد لعب مع دينامو تيرانا ونادي تيوتا دورس ونادي لاتشي.

## وصلات خارجية
- فانجيل ميل على موقع الاتحاد الأوربي (الإنجليزية)
- فانجيل ميل على موقع قاعدة بيانات كرة القدم.إي يو (الإنجليزية)
- فانجيل ميل على موقع Soccerway.com (الإنجليزية)
- فانجيل ميل على موقع عالم كرة القدم.نت (الإنجليزية)